# Conotrachelus opimus
Conotrachelus opimus – gatunek chrząszcza z rodziny ryjkowcowatych.

## Zasięg występowania
Ameryka Południowa, występuje w Brazylii.

## Budowa ciała
Ciało wydłużone. Przednia krawędź pokryw nieznacznie szersza od przedplecza, pofalowana; tylna krawędź równo ścięta. Na ich powierzchni wysokie, podłużne żeberka, oraz podłużne punktowanie. Przedplecze w tylnej części kwadratowe w zarysie, z przodu mocno zwężone, gęsto punktowane. Całe ciało pokryte gęstą, krótką szczecinką.